# Ljubljanaer Burg

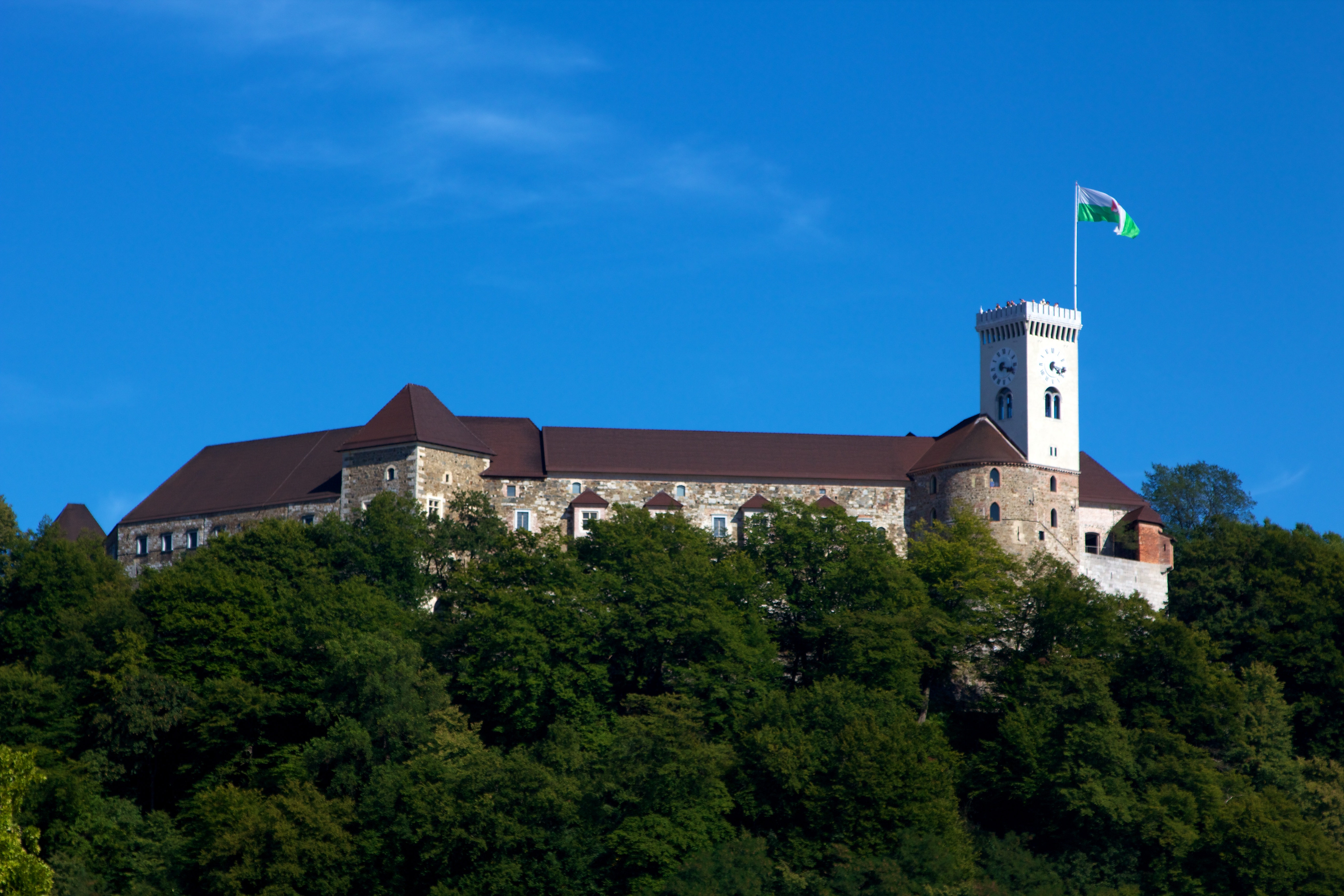
Die Laibacher Burg

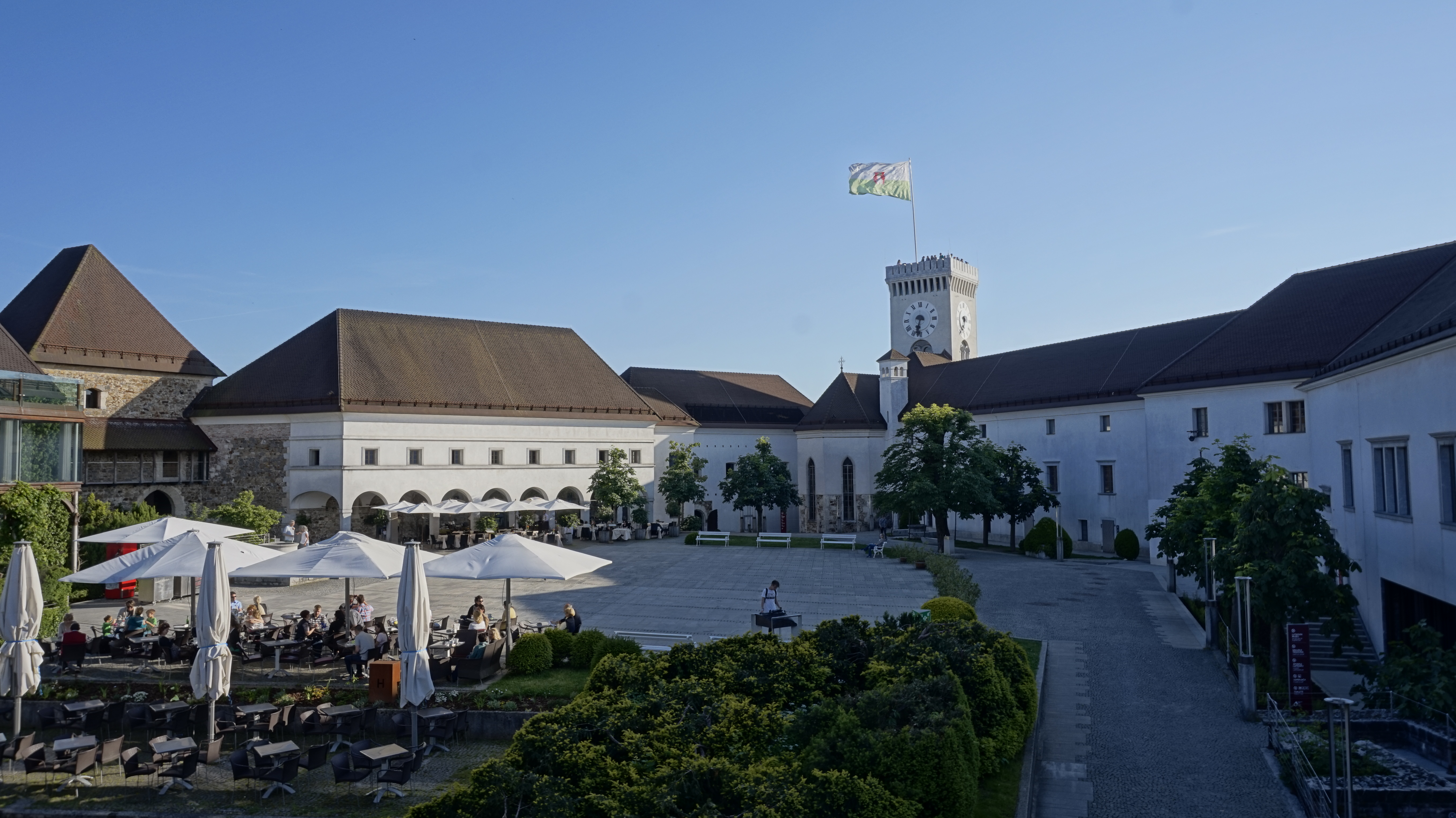
Innenhof

Die Ljubljanaer Burg (slowenisch Ljubljanski grad), auch Laibacher Burg genannt, ist eine mittelalterliche Festung oberhalb der Altstadt von Ljubljana (deutsch Laibach). Sie ist das Wahrzeichen der slowenischen Hauptstadt und der Sitz verschiedener Kultureinrichtungen.

## Geschichte
Ursprünglich handelt es sich um eine mittelalterliche Wehranlage und wurde im frühen 12. Jahrhundert zum ersten Mal erwähnt. Der heutige Grundriss der Laibacher Burg entstand im 15. Jahrhundert, während die meisten Gebäude aus dem 16. und 17. Jahrhundert stammen. Die Festung wurde zur Verteidigung und zu militärischen Zwecken verwendet und war ab der ersten Hälfte des 14. Jahrhunderts Sitz der Herren von Krain. 
Ab dem frühen 19. Jahrhundert wurde sie für andere Zwecke genutzt. Die Laibacher Burg ist heute ein wichtiger kultureller Veranstaltungsort und mit ihrem Aussichtsturm eine bedeutende touristische Sehenswürdigkeit. Sie beherbergt unter anderem die Ausstellung zur slowenischen Geschichte, das Puppenmuseum und die Waffenkammer. Seit 2006 verbindet ein Schrägaufzug den Krekplatz (Krekov trg) in der Altstadt mit der Burg.
Die Burg ist neben einem Drachen auf dem Stadtwappen von Ljubljana abgebildet.